# Takifugu
Takifugu je rod čtverzubců známý pod japonským názvem fugu (河豚 nebo 鰒, japonsky „říční prase“). Asi 27 druhů se vyskytuje po celém světě mezi 45° severní a 45° jižní šířky. Živí se mlži, planktonem a drobnými korýši. Při napadení zvětšují svůj objem a dravec, který se nenechá odstrašit, zahyne na otravu tetrodotoxinem, obsaženým hlavně v játrech, pohlavních orgánech a kůži.
Vysoká jedovatost ryby neodrazuje japonské labužníky, kteří oceňují zvláštní chuť způsobenou minimálním množstvím jedu v pokrmu. Připravovat tuto rybu mohou pouze licencovaní kuchaři, takže pokrmy podávané v restauracích jsou bezpečné. Každoročně nicméně zahyne několik lidí na otravu z neodborně připravené ryby nebo podcenění množství jedu ve vysoce jedovatých orgánech.
Tetrodotoxin působí postupné ochrnutí svalstva. Oběť otravy se udusí při plném vědomí. Není doposud znám protijed. Léčba otravy spočívá v umělém dýchání přístrojem, dokud nepominou účinky jedu. Jed je vytvářen bakteriemi Pseudomonas a také bakteriemi Vibrio fischeri, které kolonizují trávicí soustavu ryby. Jedna ryba obsahuje smrtelnou dávku pro cca 30 lidí.
Z neznámé příčiny je genom čtverzubců vysoce kompaktní bez vmezeřených úseků, a díky tomu byl u několika druhů již zmapován.